# Herbert Strössenreuther
Herbert Strössenreuther (ur. 1892, zm. ?) – zbrodniarz nazistowski, członek załogi niemieckiego obozu koncentracyjnego Dachau i SS-Oberscharführer.
Członek SS i Waffen-SS, który w trakcie II wojny światowej pełnił służbę w obozie głównym Dachau, gdzie kierował komandem więźniarskim. W procesie członków załogi Dachau (US vs. Ludwig Deutsch i inni), który miał miejsce w dniach 30 stycznia – 3 lutego 1947 przed amerykańskim Trybunałem Wojskowym w Dachau Strössenreuther skazany został na 10 lat pozbawienia wolności. Jak ustalił trybunał, oskarżony wielokrotnie bił więźniów (między innymi kijem) oraz zimą pozbawiał ich ciepłej odzieży. Stosował również okrutne kary, z wysyłaniem więźniów do kompanii karnej włącznie. W czerwcu 1944, podczas nalotu alianckiego, zamknął podległych mu więźniów w baraku, a sam się ukrył w schronie. Ofiarą bombardowania padło wówczas dziesięć osób.